# فقیر ولی ثروتمند
فقیر ولی ثروتمند (انگلیسی: Poveri ma ricchi) یک فیلم کمدی ایتالیایی به کارگردانی فائوستو بریتسی است که در سال ۲۰۱۶ منتشر شد.

## بازیگران
- کریستین دسیکا
- انریکو برینیانو
- جُبـّه کوواتا
- آنا ماتزامائورو
- جانمارکو تونیاتسی
- آلبانو کاریزی
- گابریل گارکو
- لودوویکا کوملو
- لوچیا اوکونه